# When the Road Parts
When the Road Parts è un cortometraggio muto del 1914 diretto da William Desmond Taylor e sceneggiato da Anita Loos.

## Produzione
Il film fu prodotto dall'American Film Manufacturing Company.

## Distribuzione
Distribuito dalla Mutual Film, il film - un cortometraggio in una bobina - uscì nelle sale cinematografiche USA il 4 novembre 1914.